# Hypomma subarcticum
Hypomma subarcticum är en spindelart som beskrevs av Chamberlin och Ivie 1947. Hypomma subarcticum ingår i släktet Hypomma och familjen täckvävarspindlar.
Artens utbredningsområde är Alaska. Inga underarter finns listade i Catalogue of Life.